# Les Darcy
James Leslie Darcy (Stradbroke, 31 ottobre 1895 – Memphis, 24 maggio 1917) è stato un pugile australiano.
La International Boxing Hall of Fame lo ha riconosciuto fra i più grandi pugili di ogni tempo.

## Gli inizi
Divenne professionista nel 1910.

## La carriera
È considerato uno dei migliori pesi medi di ogni epoca.
Morì all'età di 21 anni. Colpito da setticemia e da endocardite, fu operato alle tonsille, ma sviluppò una polmonite che risultò letale.